# Umi Garrett
Umi Garrett (Aliso Viejo, 15 de agosto de 2000) es una pianista clásica estadounidense.

## Biografía

### Carrera temprana
Garrett comenzó a tocar el piano a la edad de cuatro años. Comenzó sus estudios formales de piano bajo la instrucción de Itoe Akimoto y Yoshie Akimoto. Actualmente, Garrett estudia con John Perry. Ha sido invitada a interpretar en el Festival de Música de Killington en Vermont como la artista más joven en los 26 años de historia del festival. Garrett asistió al Festival Internacional de Clases Magistrales de Piano de Sydney en 2012. Garrett también toca el violín y ha estudiado ballet desde los dos años y medio.

### Carrera
En agosto de 2009 Garrett ofreció varios conciertos en el Festival de Música de Vianden en Luxemburgo, y Alemania con obras seleccionadas de música de cámara y solista. En 2010, Garrett ganó el Segundo Concurso Internacional de Chopin en Hartford, Connecticut con una puntuación perfecta de los tres jueces, y posteriormente fue invitada a interpretar en el Carnegie Hall. También en 2010, Garrett tuvo una aparición con Keith Lockhart y los Boston Pops patrocinada por From The Top de NPR, y su debut orquestal con la Desert Symphony en Palm Desert, California en diciembre de 2009, interpretando el Concierto para piano n.º 23 de Mozart. Garrett hizo su debut en China con la Orquesta Sinfónica de Wuhan en 2010 a la edad de nueve años en Wuhan. También recibió la beca MusicFest Perugia.
En 2011 Garrett tocó en el Festival Assisi nel Mondo. Garrett ha interpretado como solista con la Orquesta Sinfónica de Charlotte en Florida, la Orquesta Sinfónica Thayer en Massachusetts, la Orquesta Sinfónica Saddleback en California, la Orquesta de Cámara de Indiana en Indianápolis y la Orquesta Sinfónica de Misuri en Columbia. En marzo de 2012, Umi Garrett también tocó en el Festival Internacional de Estrellas de Piano en Letonia, siendo la intérprete más joven en la historia del festival. Ese año volvió a participar en el Festival Assisi nel Mondo.
Umi Garrett realizó una serie de conciertos especiales llamados "Serie de conciertos de Kizuna" para visitar a personas en Tohoku, Japón, donde ocurrió el tsunami en 2011. Realizó cuatro conciertos en Tohoku en marzo de 2013. En 2015, Garrett fue invitada a tocar con la Orquesta Sinfónica de Hiroshima en un espectáculo que se planeó para conmemorar el 70 aniversario del tratado de paz firmado por Estados Unidos y Japón.
En marzo de 2020, Garrett ganó el cuarto lugar en el Concurso Nacional de Piano Chopin de EE. UU. en Miami, Florida, ex aequo con su compañera pianista estadounidense y colega de Juilliard, Chelsea Guo, con un premio de 5,000 dólares. Desde septiembre de 2018, Garrett ha sido estudiante en el programa dual Juilliard-Columbia, estudiando con Matti Raekallio y Hung Kuan Chen.

## Premios
| Año  | Otorgar                                             | Localización      | Resultado     |
| ---- | --------------------------------------------------- | ----------------- | ------------- |
| 2008 | Festival de Música Juvenil del Suroeste             | Los Ángeles       | Primer premio |
| 2008 | Concurso JS Bach                                    | Los Ángeles       | Primer premio |
| 2009 | Concurso JS Bach                                    | Los Ángeles       | Primer premio |
| 2009 | Concurso Saddleback Symphony Concerto               | Mission Viejo, CA | Primer premio |
| 2011 | Concurso Internacional Chopin                       | Hartford, CT      | Gran Premio   |
| 2011 | Club Schubert, Concurso Liszt                       | Connecticut       | Primer premio |
| 2012 | Concurso Internacional de Piano Bradshaw & Buono    | Nueva York        | Primer premio |
| 2012 | Concurso Internacional Chopin "Chopin Plus"         | Budapest, Hungría | Primer premio |
| 2012 | Concurso Internacional de Música de Cámara de Osaka | Osaka, Japón      | Primer premio |

## Discografía
- Music in life. 2014[24]
- Storybook. 2019[25]